# Gheorghe Csegezi
Gheorghe Csegezi (ur. w 1900 w Braszowie) – rumuński lekkoatleta, wieloboista. Reprezentant kraju podczas igrzysk w Amsterdamie (1928). W dziesięcioboju zdobył 5081,605 punktów, co dało 26. miejsce na 27 zawodników, którzy ukończyli zawody. Był jedynym Rumunem, który ukończył – na tych Igrzyskach – tę konkurencję. Rekord życiowy Csegeza wynosi 5558 punktów (według punktacji 1912B) ustanowiony w 1933.
Wielokrotny rekordzista kraju w różnych konkurencjach (bieg na 110 metrów przez płotki, dziesięciobój, sztafeta 4 × 100 metrów, sztafeta 4 × 400 metrów).